# 腺荆芥
腺荆芥（学名：Nepeta glutinosa）为唇形科荆芥属下的一个种。

## 扩展阅读
- 維基物種上的相關：腺荆芥